# Gigi in Paradisco
Gigi in Paradisco è un album in studio della cantante italiana naturalizzata francese Dalida, pubblicato nel 1980 da Carrere. 
Da questo album viene estratto il brano omonimo, che fa seguito al successo di Gigi l'amoroso pubblicato sei anni prima.
Al culmine della sua gloria, Dalida registra il brano Gigi in Paradisco, seguito del suo successo mondiale del 1974 Gigi l'amoroso. La canzone racconta la fine e il tragico destino di Gigi, morto per finire nel "paradisco", un paradiso della musica disco. Costruito in due fasi, la cantante dapprima racconta la storia con un ritmo lento per poi sfociare nel ritmo da discoteca. Il singolo venderà bene senza però ripetere il successo di Gigi l'amoroso.
Sul palco, Dalida chiude la prima parte del suo spettacolo al Palais des sports di Parigi mettendo in scena le due canzoni in un affresco che ha la durata di un quarto d'ora. Sale sul palco in un body color carne arricchito con glitter e paillettes dorate. 
Questo album sarà distribuito con diverse etichette in 5 paesi (Francia, Germania, Grecia, Turchia e Canada).

## Tracce
Lato A
1. Gigi in Paradisco
2. Comme disait Mistinguett

Lato B
1. Alabama song
2. Il faut danser reggae
3. Money, money
4. Je suis toutes les femmes